# Isny im Allgäu
Isny im Allgäu település Németországban, azon belül Baden-Württembergben. Lakosainak száma 15 190 fő (2023. december 31.). Isny im Allgäu Leutkirch im Allgäu, Maierhöfen, Weitnau, Gestratz, Buchenberg és Argenbühl községekkel határos.

## Népesség
A település népessége az elmúlt években az alábbi módon változott:
| Lakosok száma | 12 367 | 13 602 | 13 847 | 14 018 | 14 518 | 14 835 | 15 190 |
|               | 1975   | 2015   | 2017   | 2019   | 2021   | 2022   | 2023   |